# Billete de mil pesos mexicanos
El billete de 1,000 pesos, como es oficialmente llamado, es la denominación más alta de papel moneda de peso mexicano de la familia que constituye actualmente el cono monetario. El anverso está inspirado en el periodo histórico de la Revolución Mexicana y el reverso está inspirado el ecosistema de las selvas húmedas.
El lado anverso se encuentra compuesto por las efigies de Francisco I. Madero, Hermila Galindo y Carmen Serdán, personajes destacados por sus luchas revolucionarios, sendos tres en la búsqueda de democracia, igualdad y justicia. Además de las tres efigies, también se encuentra una imagen de una locomotora, principal medio de transporte de los revolucionarios.
El lado reverso se encuentra compuesto por un jaguar y árboles de ceiba y zapote, en la Antigua Ciudad Maya y bosques tropicales protegidos de Calakmul en Campeche, reconocida por la UNESCO como patrimonio natural y cultural de la humanidad.
Este billete reemplazó al de la familia anterior (F) el 19 de noviembre de 2020, que actualmente se encuentra en proceso de retiro por la nueva familia de billetes en el país (tipo G).

## Nueva Familia de Billetes
La Junta de Gobierno del Banco de México, en su sesión de mayo de 2013, autorizó a la DGE realizar los trabajos relacionados con el programa para diseñar, fabricar y emitir una nueva familia de billetes denominada «familia G», iniciando con el subproyecto denominado «Investigación de las características generales de los billetes, elementos de seguridad y lineamientos de diseño».
El programa de la nueva familia de billetes tiene los siguientes objetivos:
1. Sustituir la familia actual de billetes para incorporar medidas de seguridad que los hagan más seguros, dificultando su falsificación;
2. Incrementar su durabilidad a partir del sustrato en el que se impriman (papel o polímero);
3. e Incorporar elementos gráficos que representen de forma amplia y diversa al país.

El programa comprende varios subproyectos distribuidos en un periodo de 9 años (2013-2022), considerando la emisión de la primera denominación, 500 pesos, en el segundo semestre de 2018, y finalizando con la emisión del billete de 50 pesos en 2022. Cabe señalar que si bien incluye un subproyecto
para la denominación de 2000 pesos, esta sólo se emitirá si se considera que dicho billete se requiere para satisfacer las necesidades de los usuarios.

## Diseño
El billete es de diseño horizontal, al igual que el resto de los billetes de mayor denominación de esta familia de billetes. Para el color predominante del billete, se realizó una encuesta donde se dio a elegir entre gris y amarillo; los resultados fueron muy cercanos, ya que el 51 % eligió gris y el 49 % amarillo, por lo que al ganar la primera opción es el color predominante.

### Anverso
Como parte de la nueva familia de billetes, se planeó que el reverso de todos los billetes aluda a un proceso histórico del país, en este caso, alude a la Revolución Mexicana.

#### Proceso de la creación del diseño
El 2017, se realizó una encuesta donde se preguntaba quien les gustaría que apareciera en el billete de mil pesos poniendo como opciones a Francisco I. Madero, Hermila Galindo u ambos.
La primera actividad consistía en mostrar fotografías de ambos personajes sin explicar quienes eran. El 68 % de prefirió a Francisco I. Madero; de estas personas, la respuesta más común (45 %) era porque conocía al personaje o lo identifica fácilmente. En segundo lugar, al 17 % de la población le gustó que aparecieran ambos personajes en el billete. Sólo al 9 % de la población le gustó que apareciera Hermila Galindo; de quienes el la respuesta más común (42 % de estos) dijo que porque es mujer y las mujeres merecen reconocimiento.
La segunda actividad consistía en explicar quien cada personaje y explicar que hizo cada uno. En esta ocasión, Francisco I. Madero nuevamente obtuvo una preferencia mayor (41 % de la población, comparado con el 68 % que tuvo inicialmente), sin embargo, Hermila Galindo tuvo el 37 % de preferencia, comparado con el 9 % que había obtenido inicialmente.
Al preguntar por las razones de su respuesta, de quienes apoyan que aparezca Hermila Galindo en el billete de 1000 pesos; la respuesta más común (45 %) fue porque le gustaba que fue defensora de las mujeres, luchó por sus derechos y de ejercer libremente su sexualidad, además de dar voz y voto a la mujer. De aquellos que prefieren que Francisco I. Madero aparezca en los billetes; el 26 % pensó porque es más conocido y porque se identifica fácilmente; el 20% porque representa la revolución mexicana, la historia de México y fue defensor de la patria. De quienes votaron porque ambos aparecieran en el billete; el 34% consideró que es por lo que hicieron, y tuvieron grandes iniciativas.
Sin embargo, en 2018 se volvió a realizar otra encuesta con 210 participantes, donde se volvía a preguntar las preferencias por las efigies en el nuevo billete. Al inicio, se leyó a los participantes un párrafo pequeño para dar a conocer los hechos principales de cada personaje; posteriormente, se mostraron las siguientes 7 opciones para que eligieran las de mayor y menor gusto para el anverso el billete, y se hicieran comentarios positivos y negativos de cada una.
Las dos opciones que más le gustaron a los encuestados fueron respondidas igual (cincuenta y cinco personas). La primera era una donde estaban de menor a mayor tamaño y de derecha a izquierda las efigies de: Galindo, Serdán y Madero; que es la que actualmente está en el billete. La segunda era una donde estaban de menor a mayor tamaño y de derecha a izquierda las efigies de: Galindo, Madero y Serdán.

#### Elaboración del diseño
La fecha de aprobación del boceto por parte de la Junta de Gobierno fue el 18 de junio de 2018. Y la fecha de inicio de impresión del billete de fue en noviembre de 2019 en la Fábrica de Billetes de Jalisco.
Las obras o fotografías de las que se obtuvieron las imágenes representadas en el billete fueron las siguientes:
- Para la fotografía de Carmen Serdán se extrajo del famoso retrato hecho por Agustín Víctor Casasola en 1911. Este pertenece al Sistema Nacional de Fototecas del Instituto Nacional de Antropología e Historia (INAH), y fue autorizado por éste.
- Para la fotografía de Hermila Galindo se extrajo de una fotografía de autor desconocido, cuya actual propiedad es de Alfonso Ernesto Ballesteros Topete y fue autorizado por él mismo.
- Para la fotografía de Francisco I. Madero se extrajo de otro retrato hecho por Agustín Víctor Casasola en 1911. Y pertenece al mismo lugar que la del primer punto.
- Para la locomotora, se extrajo de una fotografía titulada “Fotografía de la locomotora 279” hecha por Mario Hernández en el 2009. Esta se encuentra en el Museo Vivencial Ferrocarril 279 en la Heroica e Histórica Cuautla, en Morelos. Esta reproducción fue autorizada por: el Gobierno Municipal de Cuautla, la Dirección General de Desarrollo Económico y Turismo/Dirección de Turismo y el Instituto Nacional de Antropología e Historia (INAH).

## Medidas de seguridad

### Relieves sensibles al tacto
Algunos elementos del anverso del billetes tiene relieves que se pueden percibir al tocarlos con la yema de los dedos. Cuando un billete está nuevo o con poco uso, el relieve se siente con mayor facilidad.
Esta característica se encuentra principalmente en el texto "Banco de México" y el escudo de este, en las tres efigies de los personajes, en el número de la denominación, en la denominación con letra "Mil pesos" y así como en las vías de la locomotora.

### Denominación multicolor
Este elemento de seguridad está en esquina superior derecha del billete. Consiste en un numeral que contiene pequeños números en su interior, y cambia de color al inclinar el billete: de morado a verde en el billete de 1000 pesos. Tanto el numeral como los números al interior corresponden a la denominación del billete.

### Marca de agua
Consiste en una imagen que se forma en el papel de algodón durante su fabricación y que se puede ver por ambas caras del billete al observarlo a contraluz, apreciándose los detalles y tonalidades que la componen. Corresponde a la efigie de Francisco I. Madero con el numeral "1000" debajo de este.

### Folio creciente
Los números que forman el folio del billete van aumentando de tamaño. El primer número, que es el que se encuentra junto a la letra, es el más pequeño, el siguiente es más grande, y así sucesivamente.